# الراهبة (فلم 2018)
الراهبة ((بالإنجليزية: The Nun))، فيلم رعب من إخراج كورين هاردي  وكتابه غاري دوبرمان عن قصة كتبها غاري دوبرمان وجيمس وان.
الفيلم هو الخامس ضمن سلسلة أفلام عالم الشعوذة. الفيلم من بطولة تايسا فارميجا،ديميان بيشير وجوناس بولكيت.

## قصة الفيلم
في ظروف غامضة، تنتحر راهبة شابة في إحدى أديرة رومانيا، وعلى إثر هذه الحادثة يٌرسل كاهن يملك ماضيًا مظلمًا من قبل الفاتيكان بصحبة إحدى المتدربات في سلك الرهبنة للتحقيق في الحادثة، حيث يكشفان عن سر مظلم هناك، ويصيرا في مواجهة الراهبة «فلاك» ذات الكينونة الشيطانية، وتتحول الأمور إلى ساحة معركة بين قوتين غير متكافئتين.

## طاقم العمل
- تايسا فارميجا في دور الأخت إيرين
- ديميان بيشير في دور الأب بيرك
- بوني آرونز في دور الراهبة الشريرة
- تشارلوت هوب في دور الأخت فيكتوريا
- جوناس بلوكويت في دور فرنشي
- انجريد بيسو في دور الأخت وانا

## الموسيقى
قام إيبل كورزينياوسكي بتأليف الموسيقى التصويرية للفيلم.

## طرح الفيلم
كان من المقرر طرح الفيلم في الولايات المتحدة يوم 13 يوليو 2018.لكن في فبراير 2018 تقرر تأجيل عرض الفيلم إلى 7 سبتمبر 2018.
في 13 يونيو 2018 تم عرض أول تشويقة للفيلم.في أغسطس قام موقع اليوتيوب بحذف فيديو دعائي للفيلم بسبب وجود قفزة التخويف في الفيديو وهو ما ينتهك قواعد الموقع.

## الاستقبال

### شباك التذاكر
جنى الفيلم 57.3 مليون دولار في الولايات المتحدة وكندا و79.3 في المناطق الأخرى ليصبح مجموع ما جمعه في جميع أنحاء العالم 136.6 مليون دولار حتى يوم 10 سبتمبر 2018،في مقابل ميزانية تبلغ 22 مليون دولار.

#### التقييم النقدي
حصل الفيلم على نسبة إقبالٍ هي 26 بالمئة من النقاد بناءً على 124 مراجعة على موقع الطماطم الفاسدة بمتوسط 4.4/10.

## روابط خارجية
- مقالات تستعمل روابط فنية بلا صلة مع ويكي بيانات